# Artie Abrams
Artie Abrams er en fiktiv karakter fra FOX' musikalsk komedie-drama -serie Glee. Karakteren er portrætteret af skuespilleren Kevin McHale, og har optrådt i Glee fra pilotepisoden, den 19. maj 2009. Artie blev udviklet af Glee skaberene Ryan Murphy, Brad Falchuk og Ian Brennan. Han er en guitarist og kørestolbruger, der er medlem af koret på den fiktive William McKinley High School i Lima, Ohio , hvor showet foregår.

## Storylines

### Sæson 1
Artie er indført i episoden "Pilot" som en guitar-spiller medlem af William McKinley High School Glee Club. Han bruger en kørestol, og bliver konstant mobbet af medlemmer af skolens fodboldhold.  Han er også i skolens jazz ensemble, og det bliver senere afsløret, at han er i AV-klubben og et medlem af Akademisk Tikamp-holdet.  Under forberedelserne til Sectionals-runden af showkorkonkurrencen, siger Principal Figgins (Iqbal Theba) at der ikke er penge i skolens budget til at ansætte en handicap-tilgængelige bus til at transportere koret. Artie's første solo sang er i denne episode, "Wheels", hvor han udfører en danserutine i sin kørestol til "Dancing With Myself". De andre studerende, har en velgørende bagesalg, men selv om de rejser nok penge til at leje en bus, anmoder Artie om, at de donerer det til skolen for at betale for flere kørestolsramper for at kunne udnytte kommende studerende. Han går på en date med Tina Cohen-Chang (Jenna Ushkowitz), der stammer, og forklarer, at han blev efterladt lammet efter en bilulykke, da han var otte år gammel. De to deler en kys, men Artie er såret, da Tina tilstår hun har foregiver sin talefejl siden sjette klasse.  Han tilgiver senere Tina, men siger sexistiske bemærkninger om hendes sans for mode, og er krævende om, at hun begynder at bære tilknappet tøj, hvis hun ønsker at være sammen med ham. Tina konfronterer ham offentligt for denne adfærd, og Artie undskylder. De kysser og blive et par  I et forsøg på at at forbedre deres popularitet på skolen, udfører Artie og Tina, sammen med andre kormedlemmer Brittany Pierce (Heather Morris), Mercedes Jones (Amber Riley) og Kurt Hummel (Chris Colfer) en improviseret udgave af "U Can't Touch This" i skolens bibliotek, en plan, der mislykkes, da bibliotekaren, i stedet for at straffe dem, beder dem om at synge for hendes kirkegruppe. 
Da Tina erfarer, at Artie's drøm er at blive en danser, beder hun ham om at performe i en danserutine med hende på trods af hans lammelse, men deres forsøg mislykkes, og Artie beder Tina om at forlade ham. Hun præsenterer ham senere for forskning om udviklingen i behandlingen af rygmarvsskader, som giver Artie håb om, at han snart kan være i stand til at gå igen, men vejleder Emma Pillsbury (Jayma Mays) minder ham om, at testene for disse behandlinger vil tage mange år. Artie kommer til at acceptere, at han aldrig kan være en danser, og fortæller Tina at vælge en anden dansepartner. Han leder koret i en udgave af "Dream a Little Dream of Me", hvor Tina danser med Mike Chang (Harry Shum, Jr.). Artie er forfærdet, da New Directions taber på de regionale mesterskaber, men er taknemmelig for at have været medlem af koret og indrømmer, at Tina var hans første kys. 

### Sæson 2
I sommerferien mellem episoderne "Journey to Regionals" og "Audition" vrager Tina Artie til fordel for Mike Chang, og beskylder Artie for at ignorere hende og krediterer Mikes absolutte opmærksomhed. Artie får Finn Hudson (Cory Monteith) til at hjælpe ham med at forsøge at komme på fodboldhold at vinde hende tilbage, men den nye fodboldtræner Shannon Beiste (Dot-Marie Jones) nægter ham en prøve og sparker Finn af holdet for at sætte hende i den situation at skulle styrte Artie's håb. Senere har Artie en vision om at spille i en fodboldkamp med Finn, og når han spørger Coach Beiste igen, sætter hun dem begge på holdet. Artie spiller running back hvor han scorer et touchdown i det første spil i "Grilled Cheesus". Da korets instruktør Will Schuester (Matthew Morrison) annoncerer en duet-konkurrence for de studerende i "Duets", rekrutterer Brittany Artie som hendes partner, efter hendes første valg Santana Lopez (Naya Rivera) nægter at synge med hende, da hun siger, at Artie kan fortælle folk, at de dater. Når de øver, beklager Artie stadig at have mistet Tina, og Brittany tilbyder at hjælpe ham med at komme over hende ved at sove med ham. Artie mister sin jomfruelighed til hende. Santana fortæller senere Artie at Brittany brugte ham på grund af hans store stemme, og han trækker sig fra turneringen, og slår op med Brittany. hun er ked af det, og han indser senere, at han vil have hende tilbage.
I episoden "Never Been Kissed", hjælper Puck (Mark Salling) Artie med at få en anden dato med Brittany, og i "Furt", er hun og Artie et par. Deres forhold varmes op, da co-kaptajnen, Rachel Berry (Lea Michele), beder alle Glee piger at der har kærester på fodboldholdet, stille sig op mod Dave Karofsky (Max Adler), som konstant har sørget for, at Kurt's liv er et levende helvede, ved at mobbe ham fysisk og følelsesmæssigt, på grund af hans homoseksualitet.
Mike og Artie, som følge af deres egen personlige bekymring for, hvor dårligt Kurt er behandlet og med overtalelse fra Brittany og Tina, kræver efter fodboldtræningen, at stopper med at mobbe Kurt. Artie fortæller Karofsky at de ikke beder ham om en tjeneste, da en arrogant Karofsky siger at Kurt har foretaget et valg om at være homoseksuel, og kalder Kurt et fornærmende navn. Karofsky skubber Mike ind i Artie. Sam (Chord Overstreet) hopper ind for at forsvare dem, og kommer i en nævekamp med Karofsky.
Pigerne senere smigene over for de tre drenge for deres heroiske og modige handlinger. Brittany lapper Artie sammen, da han har blå mærker, og siger at hun er meget stolt af ham for hvad han gjorde. Kurt takker Mike, Artie og Sam for at forsøge, men det stopper ham ikke fra at flytte skole til Dalton Academy for at undslippe yderligere chikane, og forlader Artie og resten af New Directions sorgfulde. I "A Very Glee Christmas", ønsker Brittany til julemanden (hun stadig tror på ham), at han får Artie til at gå igen. De finder i sidste ende en ReWalk, der kan hjælpe Artie med at gå noget af tiden rundt om et juletræ med Brittany. Det er senere underforstået, at Coach Beiste sætter det der. I "Silly Love Songs", synger Artie "P.Y.T. (Pretty Young Thing)" til Brittany. I ""Born This Way", får Kurt lov til at vendetilbage til McKinley, til New Directions' store lykke, og Kurt, Artie og resten af banden udfører Lady Gaga' s "Born This Way" hvor Artie har en sportslige T- shirt på, der hedder "Four Eyes" i reference til sine briller. I episoden "Rumours", konfronterer Artie Brittany over hendes forhold til Santana, og Brittany forsvarer hende og sagde, at det, de gør, ikke er snyd. Artie, frustreret over, at Brittany ikke se, hvordan Santana arbejder på at sabotere deres eget forhold, kalder Brittany dum, og hun løber ud i tårer, en effektiv stopper for dem som et par, selvom Artie beklager dybt deres brud og forsøger at reparere det i "Prom Queen", beder hende om at være hans date til skolebal ved at synge for hende, men hun nægter at være hans date.

### Sæson 3
Artie afslører i The Purple Piano Project , at han og Tina er Juniors. I episode, I Am Unicorn tildeles Artie afWill Schuester (Mathew Morrison) til at lede skolen musical, West Side Story . I episode, The First Time er Artie angrebet af selvtillid, men han er takket af castet, og han takker dem for stole på ham. I episoden ""Michael," bliver Artie aggressive og voldelige natur tændt da Kurt's kæreste, Blaine Anderson (Darren Criss) bliver hårdt såret på grund af forsangeren for The Warbler Sebastian Smythe (Grant Gustin) smider en snebold med stensalt på Blaine. Hornhinden i hans højre øje er dybt ridset, og han får brug for kirurgi. Da Will fortæller dem, at de skulle lade skolesystemet klare det, Artie, som er den mest fornærmet, eksploderer med vrede og siger, at han vil have hævn, fordi han og hans venner bliver behandlet som skrald alt for længe, og siger, at den, der gør en af dem ondt skal føle den samme smerte. Da han begynder at råbe, beder Will ham om at tage en pause og han efterlader dem i en vred forargelse. Kurt er enig med Artie, og da Santana har planer om at tage til Dalton for at få info ud af The Wamblers, hjælper Artie hende ved at plante en optagelseenhed i hendes bh, så hun kan få bevis for, at Sebastian bevidst prøvede at skade en af dem. I slutningen af skoleåret, fører Artie og de andre New Directions til sejr til de nationale konkurrencen.

### Sæson 4
Artie, nu en senior, bliver tildelt af Mr. Shue at vælge hvem der skal være "The New Rachel", og vælger Blaine som forsanger. Artie, der er populær efter New Directions' sejr til den nationale konkurrence sidste år, ender med at få en forsmag på det, når man sidder med idioter. Efter at gøre grin med en overvægt kantinedame, som er imod hans moral, bliver den nye pige Marley Rose (Melissa Benoist) følelsesmæssigt såret, og siger det er hendes mor, og at hun og hendes familie er fattige. Marley løber grædende sin vej. Artie, sammen med resten af New Directions, undskylder til hende for deres hykleriske og umodne opførsel. De har givet Marley en mulighed for at synge vokal under korets generalprøve og blive en stjerne for en gangs skyld, som hun heldigvis accepterer. Når ny leder-cheerleader, Kitty (Becca Tobin) og hendes venner kaste slush-ice på Wade "Unique" Adams og Marley, hvorefter Artie fortæller dem at de er "officielt" medlemmer af Glee Club. I "Britney 2.0" beder hans ex-kæreste, Brittany ham om at være hendes samarbejdspartner til klassepræsidentsvalget, selvom de taber til Blaine og Sam. Finn vender tilbage til McKinley, og Artie besøger ham på arbejde og beder ham om at hjælpe instruerer Grease med ham. Finn, der havde for nylig brudt op med sin egen kæreste, Rachel, accepterer.

## Udvikling
McHale kommer fra en boyband baggrund, da han tidligere har været en del af gruppen Not Like Them. Han fandt det udfordrende at tilpasse sig til at bruge en kørestol, og skulle overvinde den instinktive trang til at danse med eller banke let med hans fod under musikalske forestillinger.  Han finder det svært at se sine kollegaer danse mens han bruger en kørestol,  men stadig lærer de samme dans rutiner som de øvrige medvirkende, og er i stand til at medvirke i tilfælde af fravær.  McHale deltog i 2010 i Glee Live! In Concert!-turnéen, som karakteren Artie og tilbragte noget af tiden i en kørestol i løbet af liveoptrædender.  Han optrådte også i en kørestol, da Glee blev inviteret til at optræde i Det Hvide Hus for Obama familien og gæster i april 2010.  McHale var i stand til at udnytte sin danser baggrund i episoden "Dream On", hvor Artie danser i et indkøbscenter i en fantasi sekvens.  Han nød rutinen, men det tog tid at hente koreografien frem efter at have brugt så lang tid at arbejde i en kørestol.  Selvom McHale foretrækker kontaktlinser, bærer han briller for at forbedre "nørd" elementet af Artie's personlighed, og tykke briller er nu en del af hans kostume. 
McHale beskriver Artie som en "nørd", der elsker koret helhjertet og bruger det som en form for eskapisme.  Han mener, at Artie har mere tillid, end han selv har, og forklarer: "Jeg tror, han ved, hvem han er og han er ligeglad med hvad nogen mener. "  Han nød Artie's udvikling i episoden, Wheels, og forklarer, at da han blev castet i rollen, vidste han ikke noget om Artie's baggrund og således lavede sin eget baggrundshistorie for ham. Han mente, at Artie blev lammet senere i livet, i stedet for at blive født på den måde, som blev bevist korrekt i "Wheels". Af den spirende romance mellem Artie og Tina, mente McHale: "Jeg tror, Tina og Artie vil være sammen . Jeg tror, de vil være et par i lang tid. "  Han forklarede, at fra begyndelsen af showets produktion, udtrykte skaberen Ryan Murphy tro på, at Artie og Tina skulle være sammen, og så han og Jenna Ushkowitz var bevidst tæt på hinanden under optagelserne, idet det antages, at det i sidste ende ville ske. McHale blev chokeret over Arties reaktion på Tinas stammende stamme, og var oprindeligt usikker om "hvorfor han var ved at blive så dramatisk". Han konkluderede dog: "Jeg tror virkelig, Artie faldt for Tina, fordi de blev indsat af deres handicap. De er allerede en slags udstødte, men inden for denne gruppe delte de en forbindelse. Så han bygger hele deres forhold på det og.. når det gik bort, ved Artie ikke hvad han skal gøre." McHale er tæt på sin kollega Jenna Ushkowitz, og de to støtter forholdet mellem deres karakterer, og nævnte portmanteau "Artina", for Artie og Tina. McHale beskrev Artie og Tina's forhold som værende lig den mellem Cory (Ben Savage) og Topanga (Danielle Fishel) i ABC komedie-drama Boy Meets World, og mener, at de vil altid være sammen. 
Karakteren begyndte i sæson 1 som et generelt nørdet karakter. Dette element er blevet fastholdt gennem hele showet, men andre store facetter af Artie's personlighed vist sig. I sæson 2 påtog Artie en noget "gangster"-agtig personlighed, ved hjælp af sproglige troper og lave størstedelen af rap-arbejdet i løbet af sæsonen. I sæson 3 er det afsløret, at Artie har instrueret kortfilm før, og i stedet for hans drøm om at have sine ben restaureret og arbejder som danser, er hans drøm at blive en dygtig instruktør. Han fortsætter med at lede skolens musical dette år (til bragende succes) og en julespeciel for en lokal tv-station. Artie begyndte sæsonen som en førsteårsstuderende, dette blev ikke afsløret før sæson 3, der fokuserer afgangsklassernes fremtid. For at fjerne eventuelle misforståelser om hans alder, hævder Artie i sæson 3's pilot, at han ligesom Tina, er en junior og at "stolen tilføjer endnu et år."
Artie, ligesom en række af de studerende på McKinley High, er "navnebror" af en af Brad Falchuk's high school venner på Beaver Country Day School i Chestnut Hill, Massachusetts . Han blev opkaldt efter Arthur Stroyman, der hjalp Falchuk med at lave horror film, da de var teenagere. Stroyman var ikke ligesom Artie, dog:. Han var en jock, der "aldrig helt forstod de kunstneriske børn" i gymnasiet 

## Musikalsk optræden
I episoden " Wheels " han har sit første solo præstationer o showet med "Dancing With Myself". Murphy kommenterede, at forestillingen er Artie's chance for at "komme væk fra at blive misforstået af alle" og udtrykke sig selv, forklarer, at selv om Artie er normalt "en meget sikker fyr", der ikke bekymrer sig om andres meninger om ham, tager hans venner hans handicap for givet: "Så denne præstation handler om ham og sagde:» Hør, det er hvem jeg er, og det er hvem jeg ønsker at være."  McHale har udtalt, at optræde som Artie har gjort ham mere bevidst om de udfordringer, som mennesker med handicap oplever: "det er en helt anden side af livet. Mere end nogensinde, er jeg klar hvor taknemmelig jeg er for at være i stand til at stå op og gå omkring. Jeg er glad for, at jeg kan repræsentere den slags liv på tv, så millioner af mennesker ser det hver uge. Og hele meningen med det er at vise, at Artie kan stadig gøre alt alle andre kan." 

## Eksterne Henvisninger/Kilder
- Artie Abrams Arkiveret 25. september 2010 hos  Wayback Machine at Fox.com
- Artie Abrams på Internet Movie Database (engelsk)